# 다키카와시
다키카와시(일본어: 滝川市)는 일본 홋카이도 중앙부 소라치 종합진흥국(구 소라치 지청) 관내에 있는 시이다.
홋카이도 중앙부에 위치한다. 1890년에 홋카이도 내륙 개척 주둔지로 건설되었고, 1910년에 다키카와정이 되었으며, 1958년에 시로 승격하였다. 아사히카와와 삿포로를 연결하는 철도인 하코다테 본선과 홋카이도 동부로 향하는 네무로 본선이 분기하는 교통의 요지로 발전하였다. 과거에는 탄광 지대의 중심지였고, 최근에는 부근에서 생산되는 농산물의 집산지이자 새로운 관광 명소로 알려져 있다.

## 지리
이시카리 평야의 북부(소라치 평야)에 위치한다. 시의 남서쪽에서 북서쪽에 걸쳐 하코다테 본선, 시의 남서쪽에서 남동쪽에 걸쳐 네무로 본선이 지나고, 남서부에 있는 다키카와역에서 2개 노선이 교차한다. 도로는 시의 남서쪽에서 북서쪽에 걸쳐 국도 12호선, 시의 남서쪽에서 남동쪽에 걸쳐 국도 38호선, 시의 남서쪽을 국도 451호선이 지난다. 또 도오 자동차도가 시의 남동쪽에서 북동쪽으로 지난다. 동쪽은 아카비라시, 서쪽은 가바토군 신토쓰카와정과 우류군 우류정, 남쪽은 스나가와시, 북쪽은 후카가와시와 우류군 모세우시정에 접한다.

## 역사
- 1906년 - 2급 촌제가 시행되어 다키카와촌이 되었다.
- 1909년 - 1급 촌제가 시행되어 에베오쓰촌(현 다키카와시 에베오쓰)이 분리되었다.
- 1910년 - 정으로 승격해 다키카와정이 되었다.
- 1952년 5월 5일 - 에베오쓰촌이 정으로 승격해 에베오쓰정이 되었다.
- 1958년 7월 1일 - 다키카와정이 시로 승격해 다키카와시가 되었다.
- 1971년 4월 1일 - 에베오쓰정과 합병해 새로운 다키카와시가 되었다.

## 교통

### 철도
- 홋카이도 여객철도
  - 하코다테 본선
  - 네무로 본선

### 도로
- 도오 자동차도
- 국도 12호선
- 국도 38호선
- 국도 451호선

## 기후
| 다키카와시의 기후                                            | 다키카와시의 기후 | 다키카와시의 기후 | 다키카와시의 기후 | 다키카와시의 기후 | 다키카와시의 기후 | 다키카와시의 기후 | 다키카와시의 기후 | 다키카와시의 기후 | 다키카와시의 기후 | 다키카와시의 기후 | 다키카와시의 기후 | 다키카와시의 기후 | 다키카와시의 기후 |
| 월                                                           | 1월               | 2월               | 3월               | 4월               | 5월               | 6월               | 7월               | 8월               | 9월               | 10월              | 11월              | 12월              | 연간              |
| ------------------------------------------------------------ | ----------------- | ----------------- | ----------------- | ----------------- | ----------------- | ----------------- | ----------------- | ----------------- | ----------------- | ----------------- | ----------------- | ----------------- | ----------------- |
| 역대 최고 기온 °C (°F)                                       | 6.4 (43.5)        | 7.7 (45.9)        | 13.5 (56.3)       | 25.3 (77.5)       | 32.7 (90.9)       | 34.1 (93.4)       | 36.0 (96.8)       | 35.7 (96.3)       | 32.1 (89.8)       | 24.8 (76.6)       | 20.0 (68.0)       | 13.9 (57.0)       | 36.0 (96.8)       |
| 일평균 최고 기온 °C (°F)                                     | −3.1 (26.4)       | −1.9 (28.6)       | 2.4 (36.3)        | 10.2 (50.4)       | 17.7 (63.9)       | 21.9 (71.4)       | 25.4 (77.7)       | 26.0 (78.8)       | 22.0 (71.6)       | 15.0 (59.0)       | 6.6 (43.9)        | −0.7 (30.7)       | 11.8 (53.2)       |
| 일일 평균 기온 °C (°F)                                       | −6.9 (19.6)       | −6.1 (21.0)       | −1.7 (28.9)       | 5.0 (41.0)        | 11.7 (53.1)       | 16.2 (61.2)       | 20.0 (68.0)       | 20.7 (69.3)       | 16.3 (61.3)       | 9.6 (49.3)        | 2.6 (36.7)        | −4.0 (24.8)       | 7.0 (44.5)        |
| 일평균 최저 기온 °C (°F)                                     | −11.7 (10.9)      | −11.5 (11.3)      | −6.5 (20.3)       | −0.1 (31.8)       | 6.3 (43.3)        | 11.6 (52.9)       | 16.1 (61.0)       | 16.6 (61.9)       | 11.5 (52.7)       | 4.7 (40.5)        | −1.1 (30.0)       | −8.0 (17.6)       | 2.3 (36.2)        |
| 역대 최저 기온 °C (°F)                                       | −27.2 (−17.0)     | −27.0 (−16.6)     | −23.1 (−9.6)      | −13.8 (7.2)       | −2.3 (27.9)       | 1.4 (34.5)        | 7.2 (45.0)        | 7.7 (45.9)        | 1.6 (34.9)        | −3.8 (25.2)       | −14.7 (5.5)       | −25.9 (−14.6)     | −27.2 (−17.0)     |
| 평균 강수량 mm (인치)                                        | 61.9 (2.44)       | 53.0 (2.09)       | 54.1 (2.13)       | 54.6 (2.15)       | 74.2 (2.92)       | 64.4 (2.54)       | 128.2 (5.05)      | 153.7 (6.05)      | 152.3 (6.00)      | 131.9 (5.19)      | 132.4 (5.21)      | 89.0 (3.50)       | 1,156 (45.51)     |
| 평균 강설량 cm (인치)                                        | 208 (82)          | 168 (66)          | 131 (52)          | 21 (8.3)          | 0 (0)             | 0 (0)             | 0 (0)             | 0 (0)             | 0 (0)             | 2 (0.8)           | 90 (35)           | 228 (90)          | 844 (332)         |
| 평균 강수일수 (≥ 1.0 mm)                                     | 17.9              | 15.7              | 13.4              | 11.3              | 10.9              | 8.9               | 10.1              | 10.8              | 12.7              | 15.8              | 19.3              | 20.9              | 167.7             |
| 평균 강설일수 (≥ 3 cm)                                       | 20.9              | 18.8              | 15.6              | 3.1               | 0                 | 0                 | 0                 | 0                 | 0                 | 0.3               | 7.8               | 21.4              | 87.9              |
| 평균 월간 일조시간                                           | 75.6              | 90.2              | 130.0             | 165.6             | 191.4             | 172.0             | 163.1             | 159.6             | 153.8             | 128.4             | 70.4              | 54.9              | 1,551.6           |
| 출처: 일본 기상청 (평년값: 1991년~2020년, 극값: 1976년~현재) |                   |                   |                   |                   |                   |                   |                   |                   |                   |                   |                   |                   |                   |

## 자매 도시
- 일본 도치기현 도치기시
- 일본 오키나와현 나고시
- 미국 매사추세츠주 스프링필드(1993년 8월 7일)